# Врублівці
Вру́блівці — село в Україні, у Слобідсько-Кульчієвецькій сільській територіальній громаді Кам'янець-Подільського району Хмельницької області.

## Назва
Історично зафіксовано назви Воробіївці або Воробіївка.

## Географія
Подільське село Врублівці розташоване за 15-17 кілометрів на південний-схід від міста Кам'янець-Подільський біля річки Тернава у південній частині Кам'янець-Подільського району.

### Клімат
Врублівці знаходяться в межах вологого континентального клімату із теплим літом у так званому «теплому» Поділлі, тут весна настає на 2 тижні раніше ніж на суміжних територіях.

## Історія
Село зберігає в собі природньо-історичні пам'ятки, знайдені сліди доісторичної людини, кам'яні знаряддя праці, стоянки та кістки мамонта, а також — перші поселення трипільської культури. На південних полях села під назвою «Могилки», на височині яких знаходяться два кургани, що за народними переказами, були сторожовими вежами, звідки вартові попереджали про набіги кочівників. Південніше на схід від Врублівців, на лівому березі річки Тернавка, між високими горами знаходиться урочище «Монастирське», де був перший монаший скит, розорений татарами. Урочище «Глибокий Яр», на якому за розповідями старожилів у 30-ті роки ХІХ століття збиралися повстанці, якими керував місцевий польський поміщик та вирушали на Варшаву під час революції.
Перші згадки про Врублівці в історичних документах датуються 1460, 1469 та 1493 роками.
У люстрації 1469 року вказано, що королівські маєтності Панівці, Врублівці, Зеленче та інші були в управлінні Петра Кердея.
У 1565—1578 роках село належало Зеленецькому, Езіорковському та Вітальчовському, у XVII столітті — Потоцьким, з половини XVIII століття — Слонецьким. На початку ХІХ століття врубловецький маєток починає дробитися та переходить до інших власників. З 1889 року маєток належав генералу Ісаулову.
У XVI столітті у Врублівцях була православна церква. На початку XVIII століття у врубловецькій церкві священиком був Костянтин Маличенко. В 30-х роках XVIII ст. у Врублівцях була збудована нова церква на честь Покрова Пресвятої Богородиці. Вона була дерев'яна, з трьома куполами, зведена на кошти прихожан під керівництвом колишнього місцевого уніатського священика Євстафія Тисовича. Близько 1748 р. церква мала 40 прихожан і була настільки бідною, що в ній не було церковних лаштунків. 1821 р. вона була знищена пожежею. Тоді ж розпочалося спорудження нового храму, що здійснювалося за кошти прихожан та за підтримки поміщиці Марії Крижанівської. Церква розмістилася в новому місці, на горбі, на південно-східному краю села. Вона була освячена 1830 р. і була невеликою кам'яною, круглою однокупольною будівлею з навісом на 12 колонах із тесового каміння навколо. 1899 р. церкву перебудували: у круглій будівлі зробили прибудови для вівтаря і середньої частини на кошти місцевого землевласника генерала Єсаулова та прихожан. Іконостас у церкві був спочатку вимащений глиною та побілений вапном. 1842 р. був зроблений кращий іконостас, котрий, в свою чергу, 1879 р. був замінений новим.
Церковно-приходська школа у Врублівцях була відкрита 1863 року.
До складу врубловецького приходу входили Яруга, Мар'янівка та Лука. Яруга знаходилася за 4 версти від Врубловець, недалеко від місця, де річка Баговиця впадає в Дністер. З'явилася вона на баговицьких землях на початку XVIII ст., хоча люди кажуть, що Яруга старша за Врублівці. Мар'янівка-Врублівецька була розташована за дві версти від Врублівців, біля того місця, де Тарнавка впадає в Дністер. Жили у поселені рибаки та перевізники, бо знаходилися тут паромні переправи через Дністер. Лука-Врублівецька також розташовувалась біля Дністра, на вигині, що утворився сильним поворотом річки, з 8 верст від Врублівців. Такий опис подає Юхим Сіцінський у своїх працях.
Населення врубловецького приходу складалося з селян. У 1898 року селі мешкало 776 чоловіків і 795 жінок. Всі православні, займалися хліборобством.
Внаслідок поразки визвольних змагань на початку XX століття, село надовго окуповане російсько-більшовицькими загарбниками.
Радянська окупація принесла колективізацію та розкуркулення, у першій половині XX століття мешканці села зазнали репресій.
Село постраждало від голодомору влаштованого радянською владою.
З 24 серпня 1991 року в складі незалежної України.
14 серпня 2017 року в результаті адміністративно-територіальної реформи та об'єднання Врубловецької, Слобідсько-Кульчієвецької та Устянської сільських рад, село увійшло до складу Слобідсько-Кульчієвецької сільської громади.

## Населення
Населення становить 863 осіб станом на 2001 рік.

### Мова
У селі поширені західноподільська говірка та південноподільська говірка, що відносяться до подільського говору, який належить до південно-західного наріччя.

## Інфраструктура
У селі діє:
- Готельно-ресторанний комплекс «Ксенія»
- Магазин «Бурбонія»
- Відділення Укрпошти

## Відомі люди

### Народилися
- Олексій Володимирович Мельник — тренер, заслужений працівник фізичної культури і спорту України.
- Манчул Олександр Миколайович — український військовослужбовець, учасник російсько-української війни[8].

## Охорона природи
Село лежить у межах національного природного парку «Подільські Товтри». Біля села розташована пам'ятка природи — «Врублівецький ліс».

## Галерея

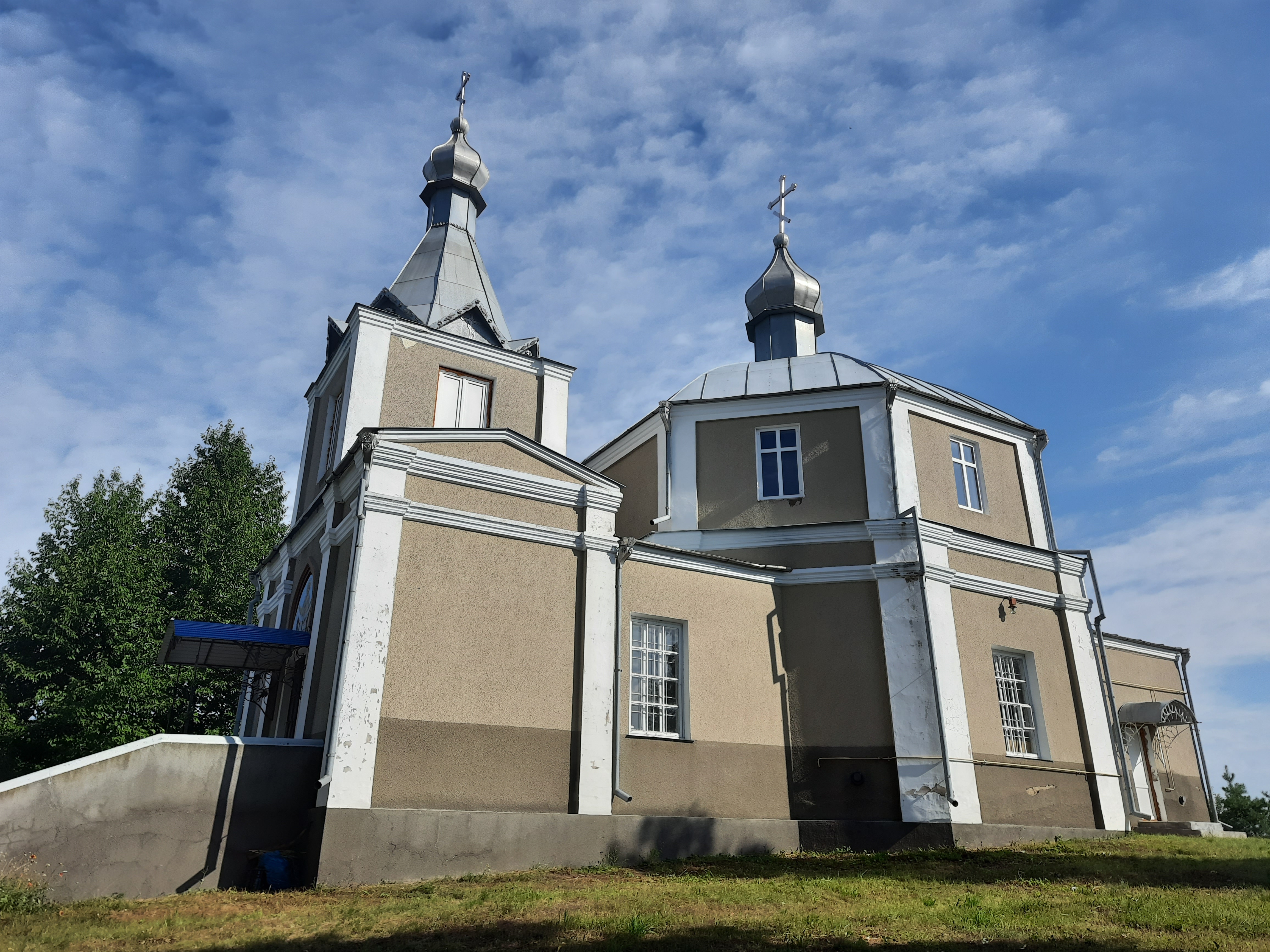
Церква Покрови Божої Матері
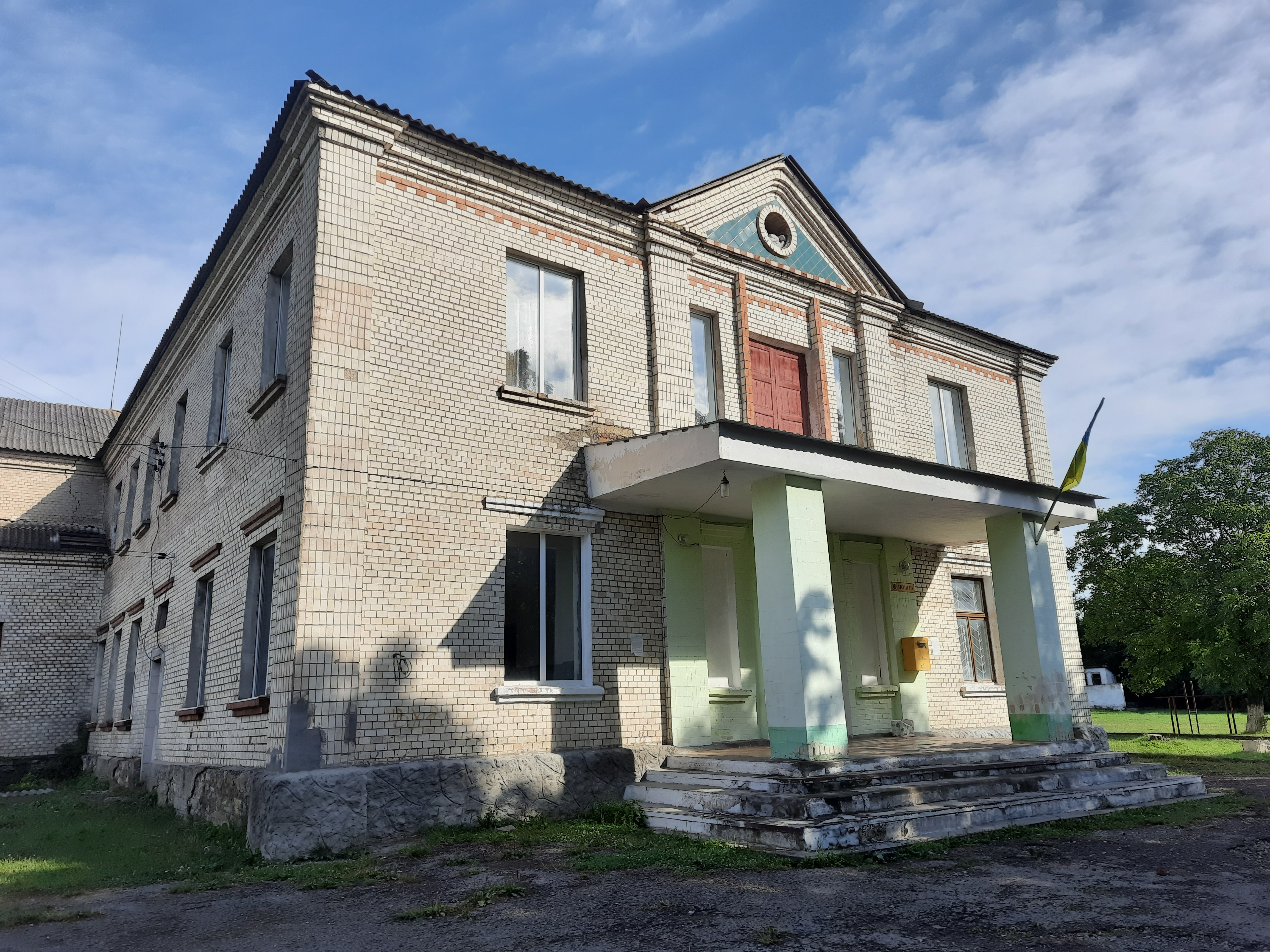
Клуб
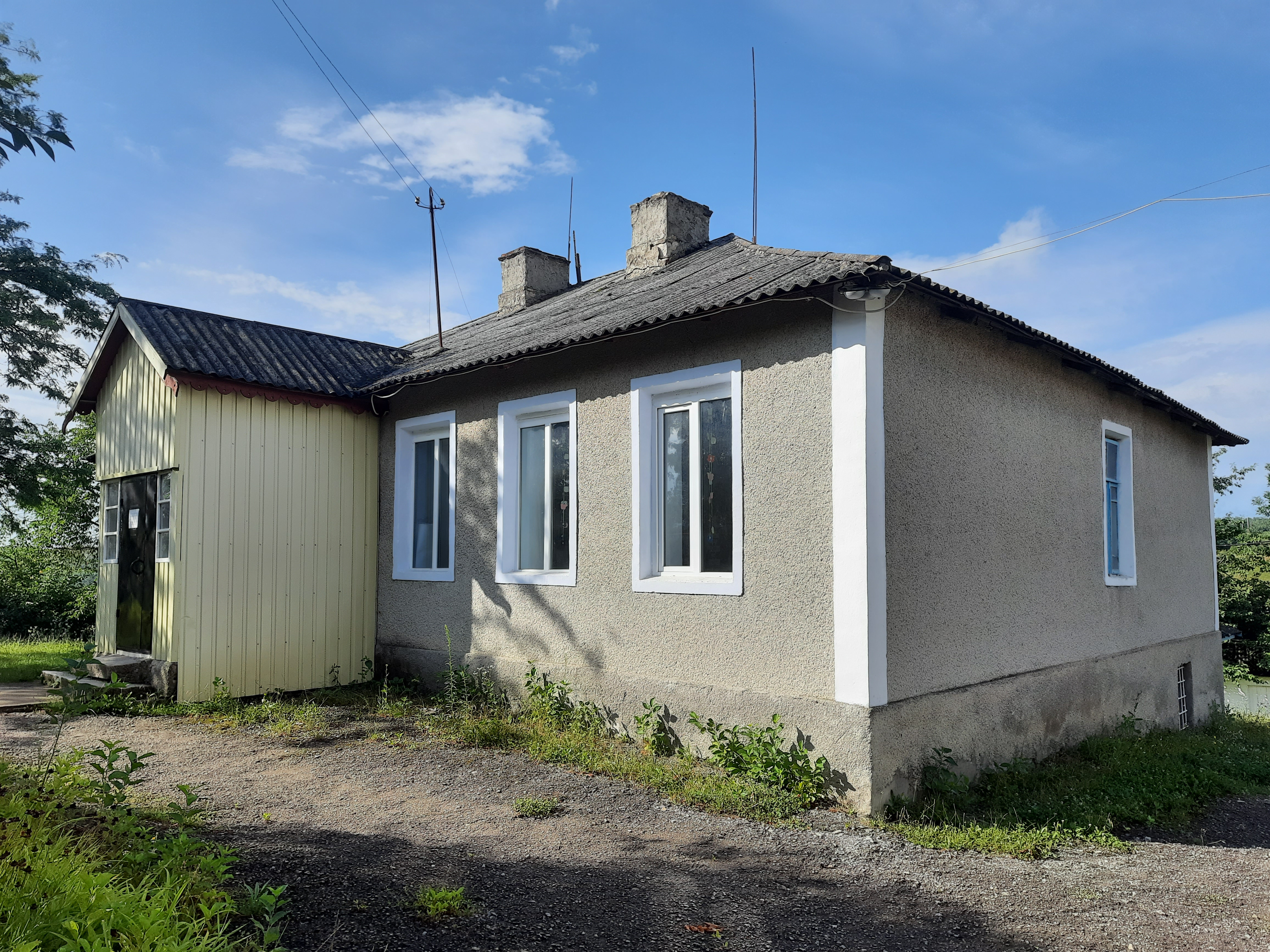
Школа
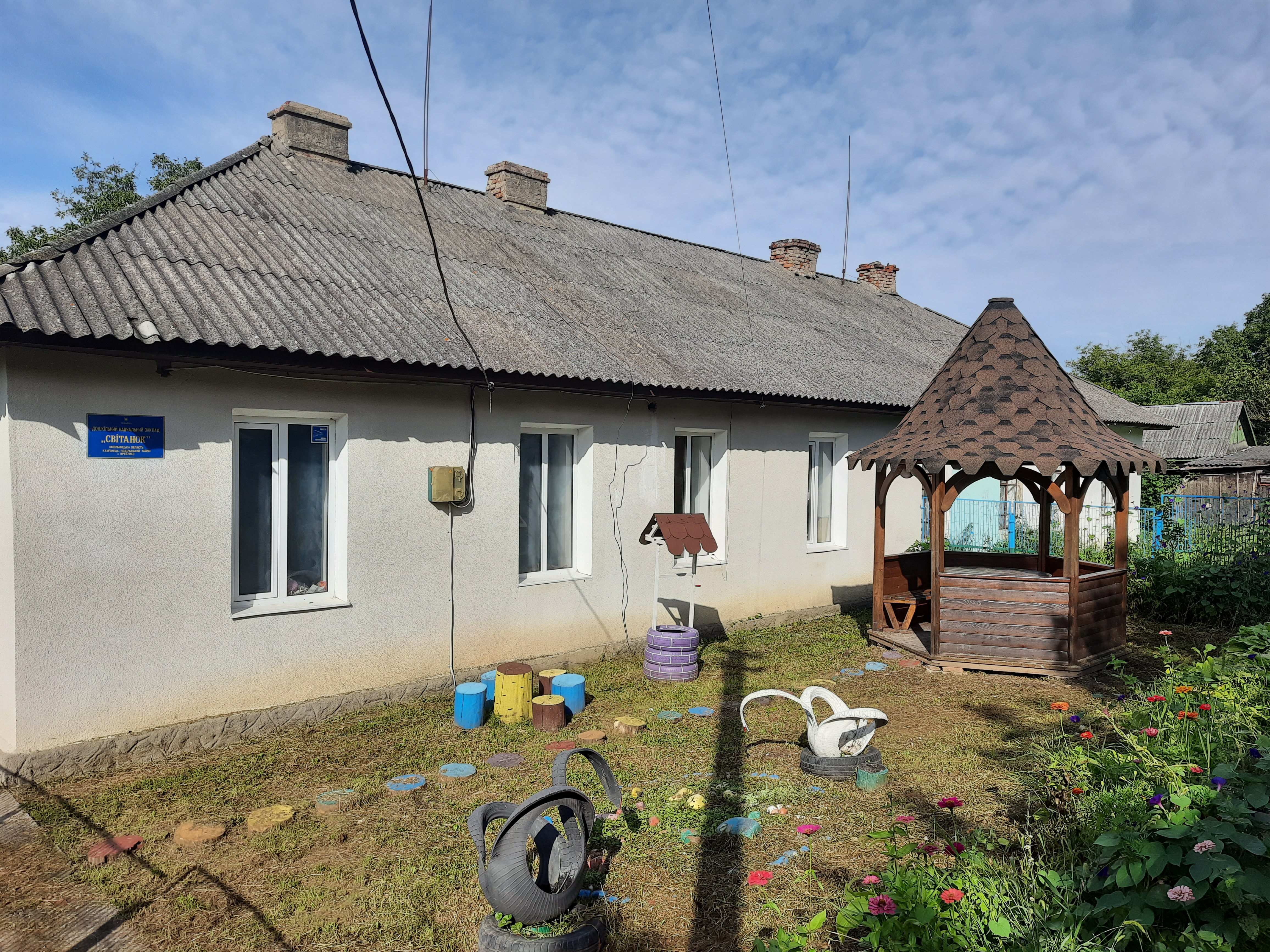
Дитячий садок
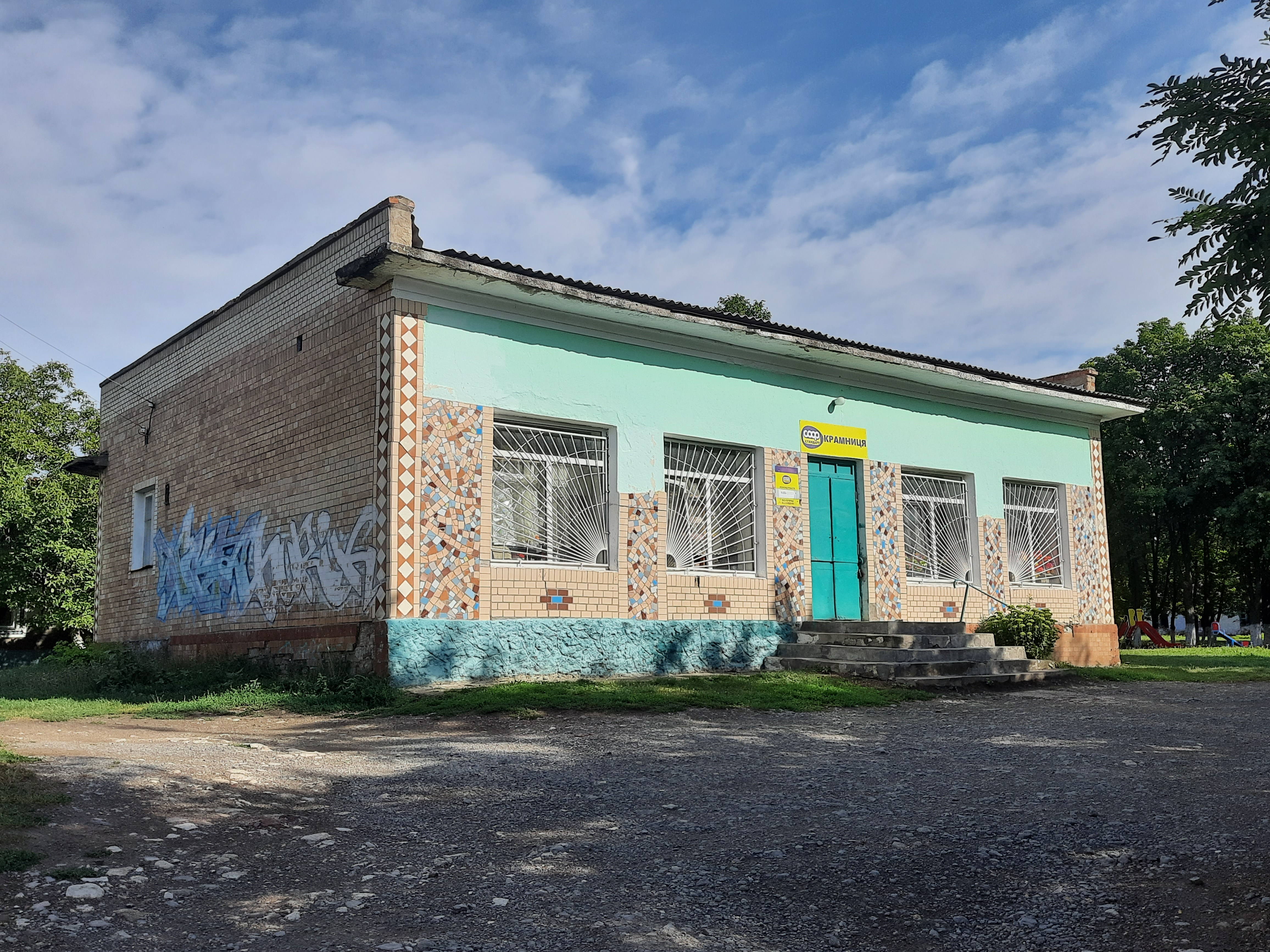
Крамниця
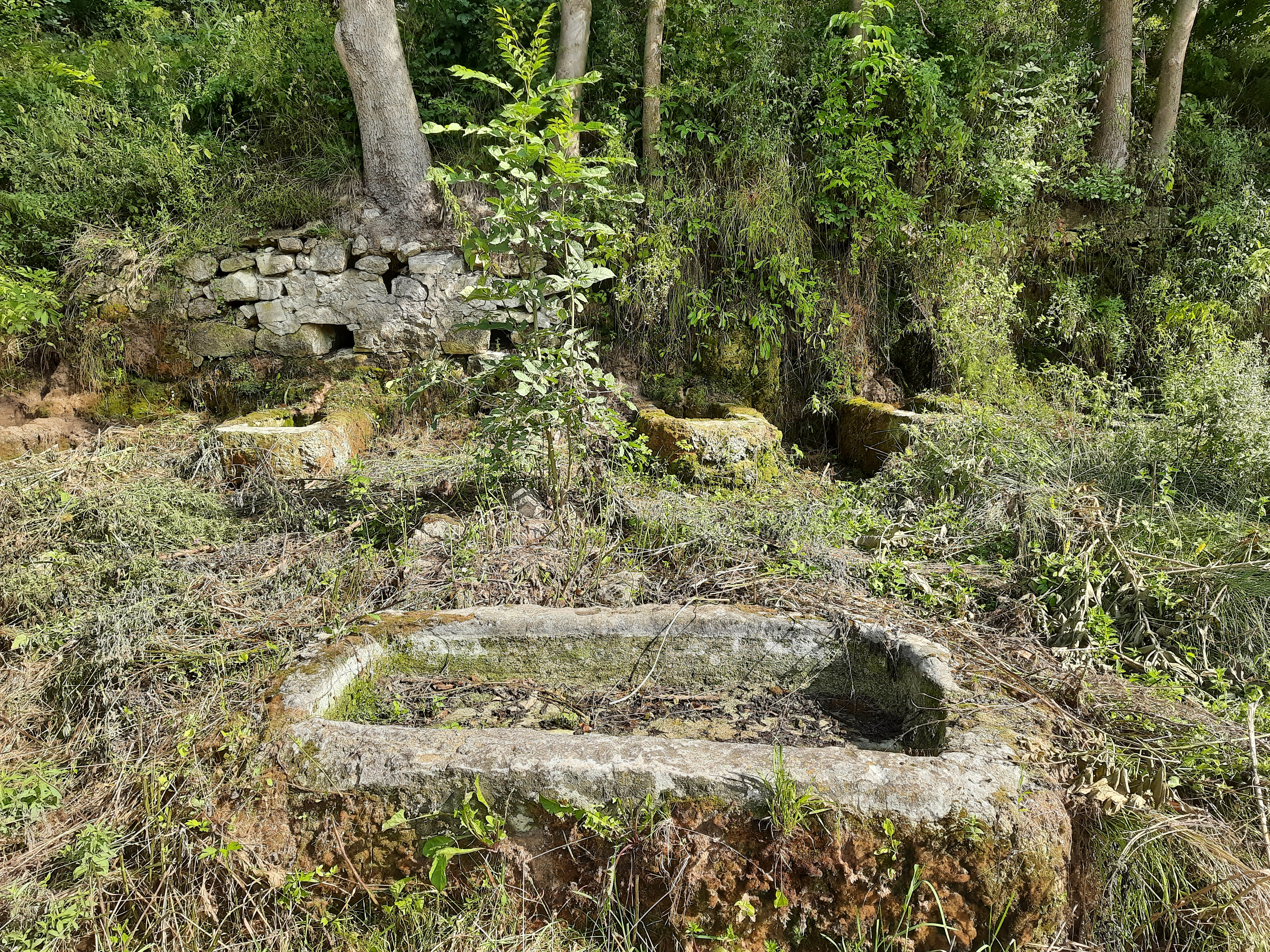
Стара пральня
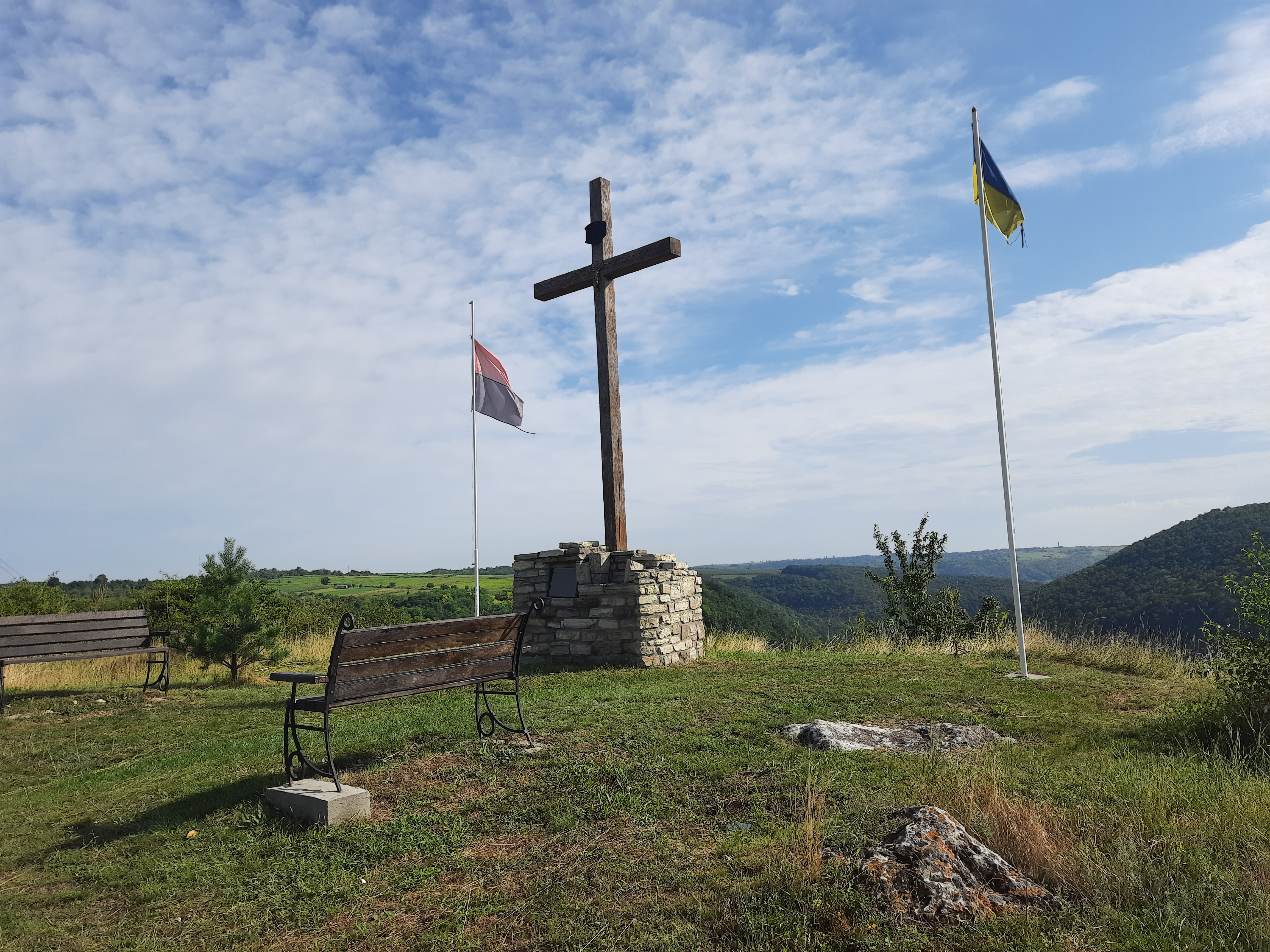
Оглядовий майданчик
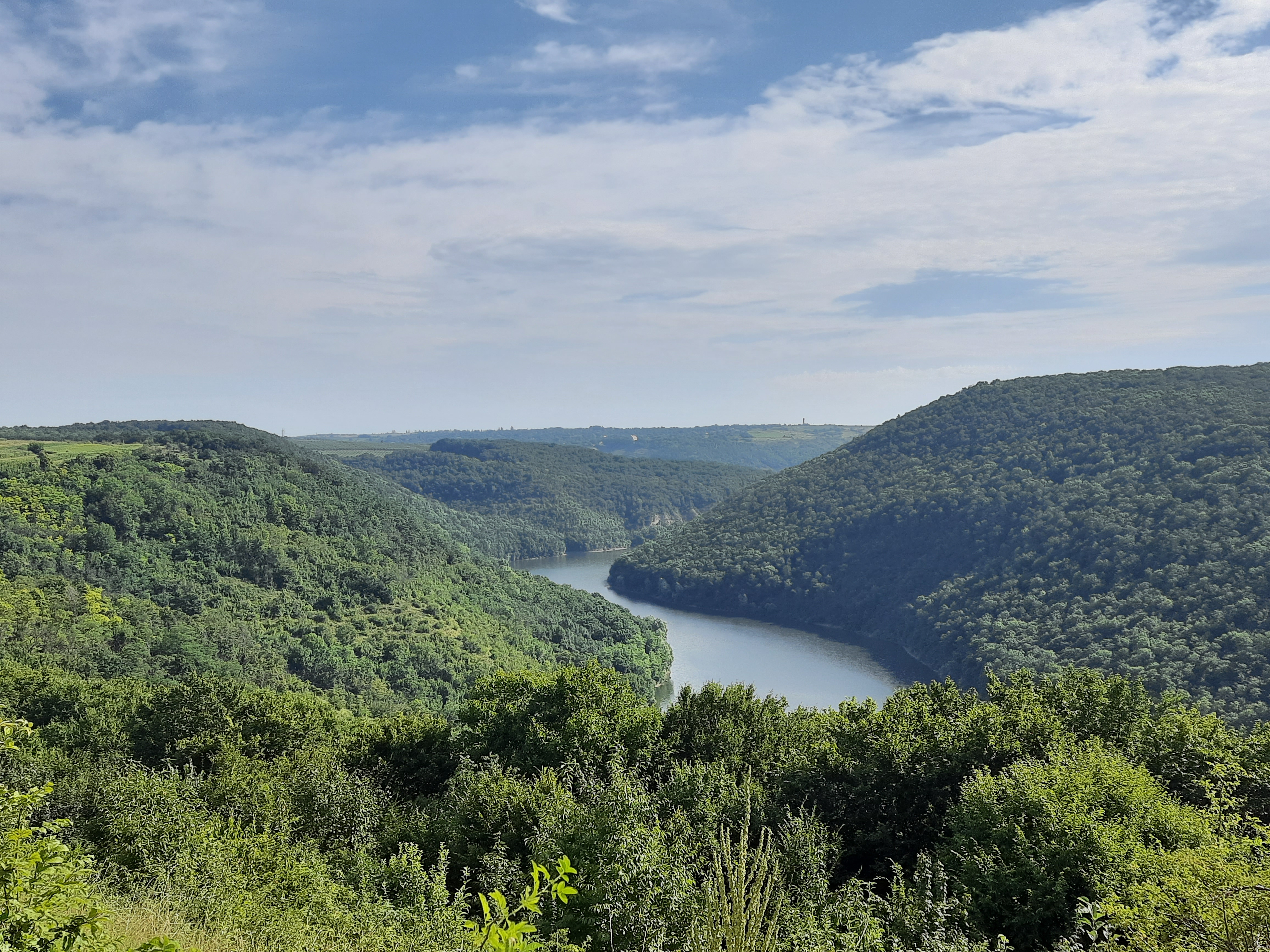
Вигляд з оглядового майданчика.
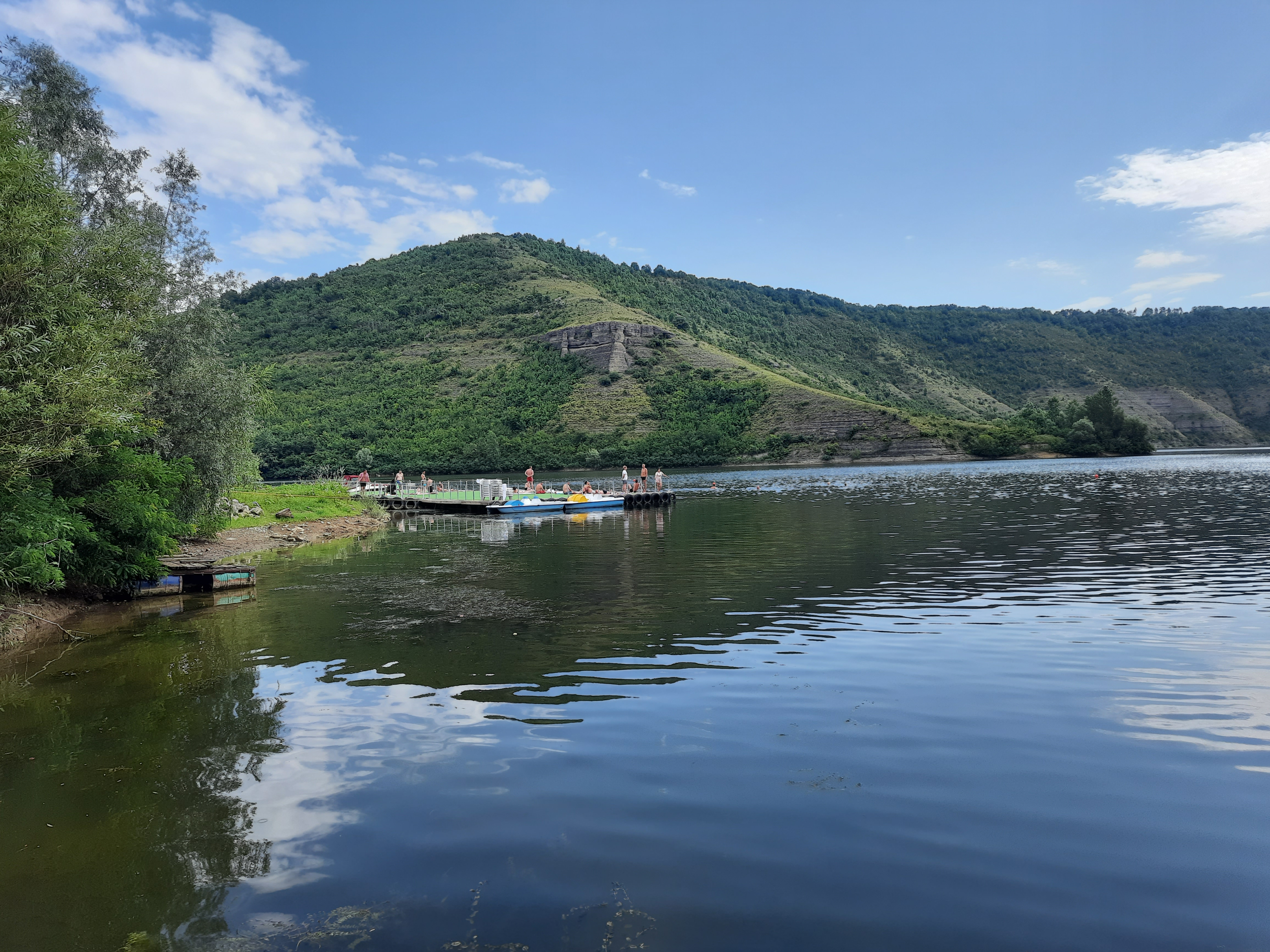
Річка Тернава
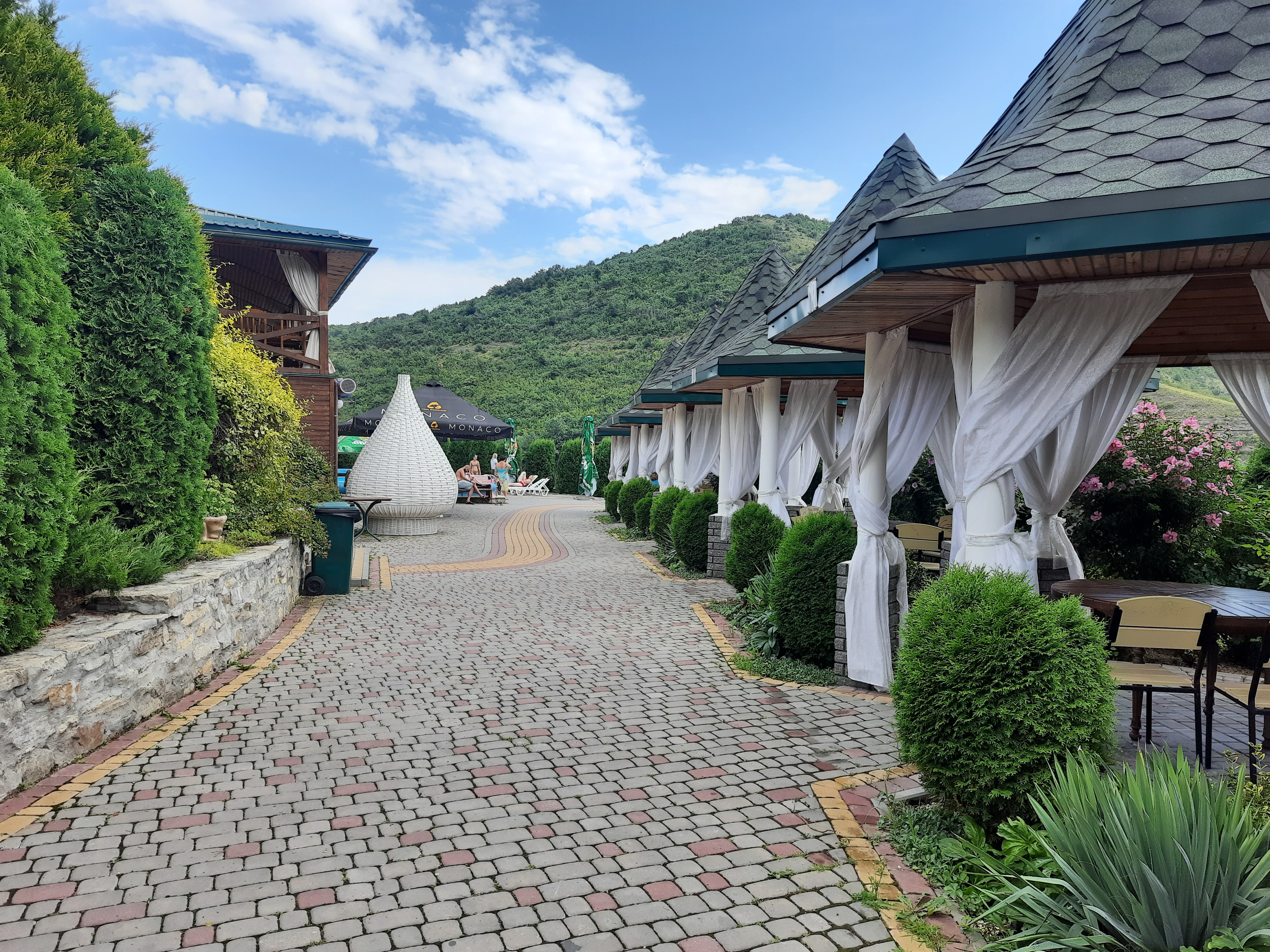
Готельно-туристичний комплекс